# 부다페스트 동역

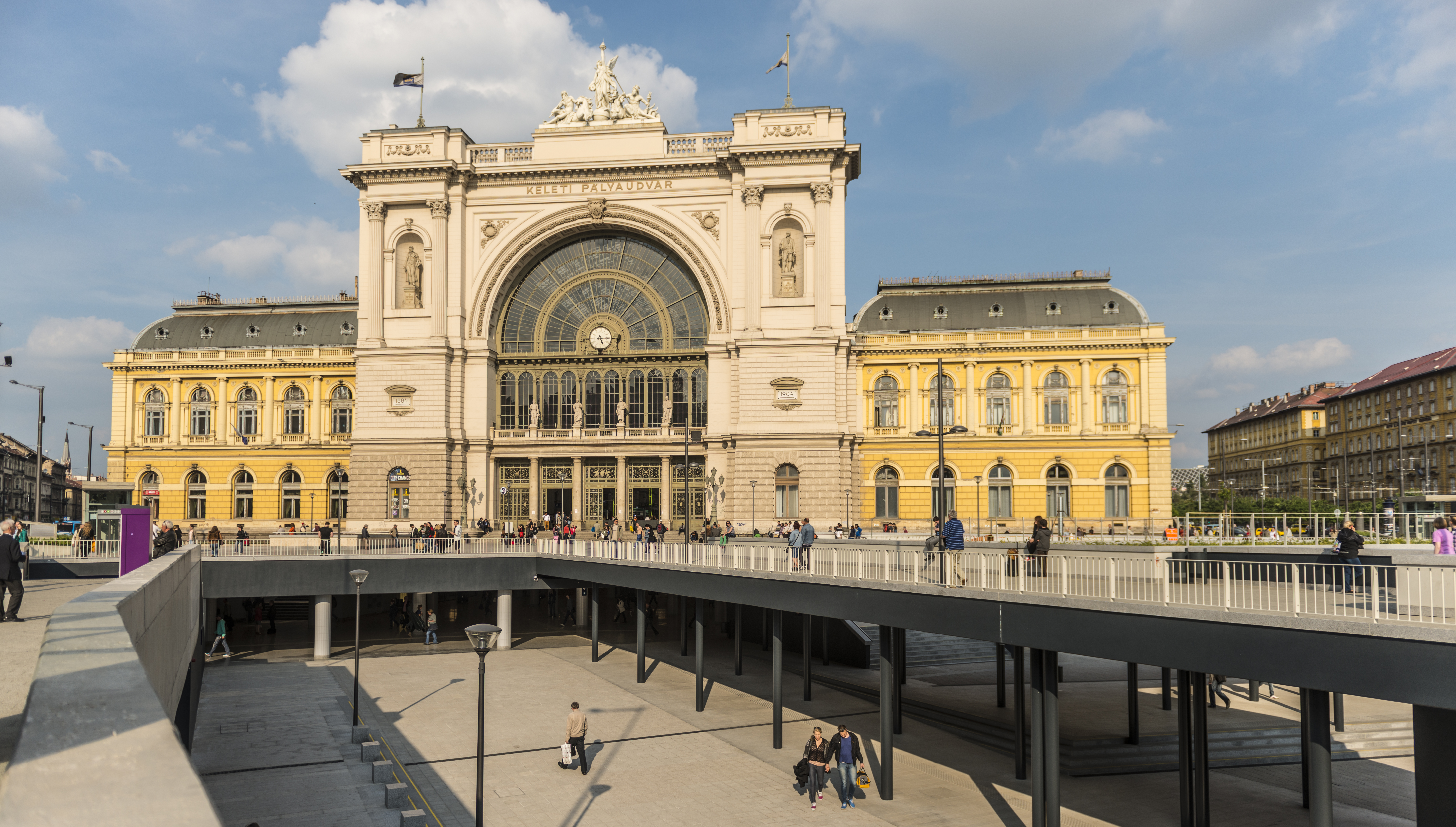
부다페스트 켈레티역

부다페스트 켈레티역(헝가리어: Keleti pályaudvar) 또는 부다페스트 동역은 헝가리 부다페스트에 있는 철도역으로, 부다페스트의 주요 국제 및 도시 간 철도역이다.
1891년에 지어졌으며, 역명은 도시의 철도 종착역 중 가장 동쪽에 위치했을 뿐만 아니라 트란실바니아와 발칸반도를 포함한 동부 헝가리에서 오는 노선의 종착역이라는 원래 역할에서 유래했다.

## 건축학
이 건물은 로흘리츠 귤라와 페케테하지 야노스가 절충주의 양식으로 설계했으며 1881년과 1884년 사이에 건설되었다. 주요 외관은 제임스 와트와 조지 스티븐슨을 묘사한 두 개의 동상으로 장식되어 있다. 역 내부에는 카롤리 로츠의 프레스코화가 있다.
이 역은 13개 트랙을 서비스하는 7개의 플랫폼이 있다.